# Mosty Farø

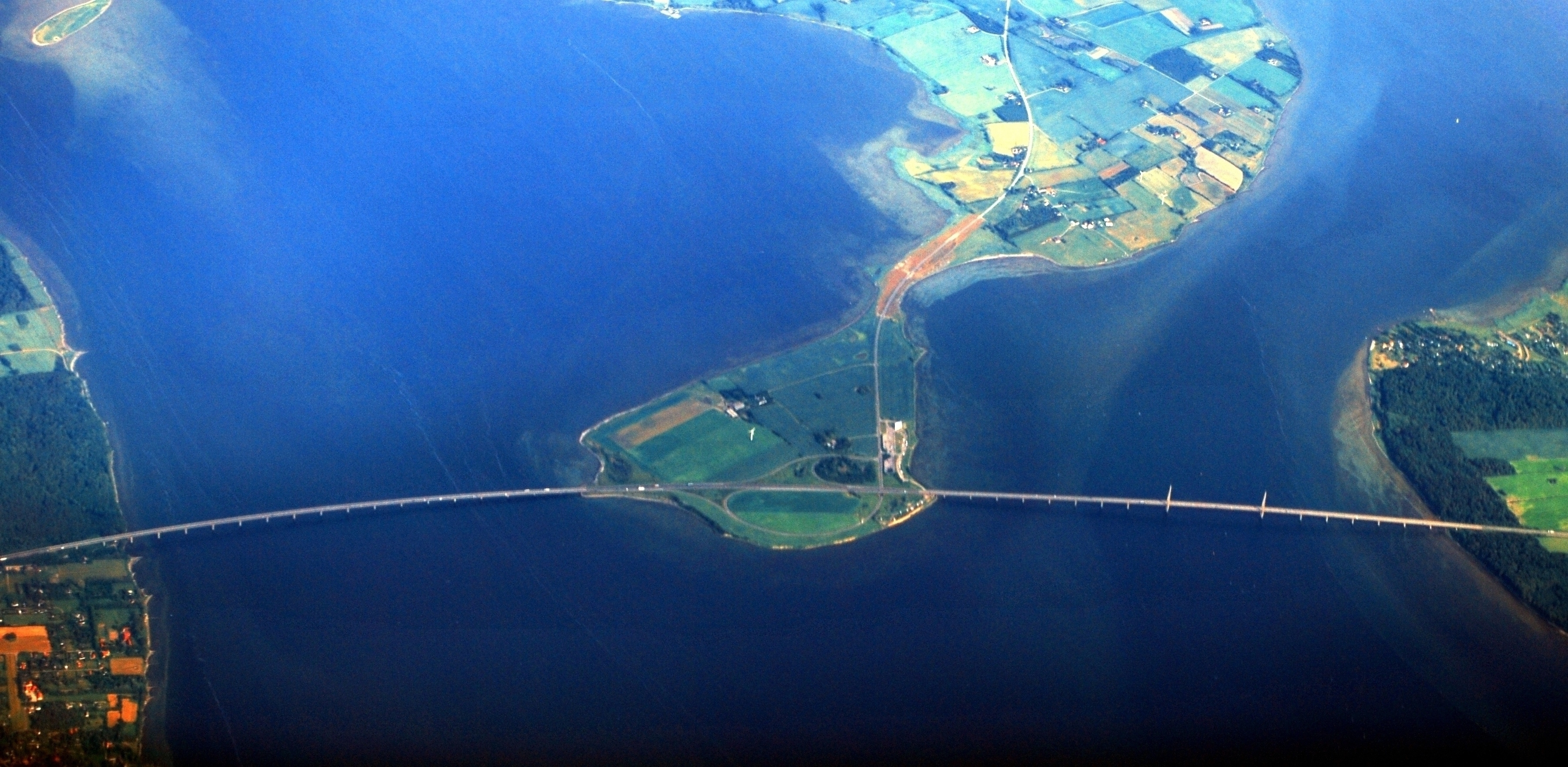
Mosty Farø z lotu ptaka

Mosty Farø (z duń. Farøbroerne) – dwa drogowe mosty w Danii, łączące Zelandię z Falster. Składają się z północnego lavbro (Most Niski) oraz południowego højbro (Most Wysoki). Mosty są częścią autostrady M30 (Sydmotorvejen) – ich budowa trwała w latach 1980–1985, zostały dopuszczone do użytku i otwarte przez królową Małgorzatę II 4 czerwca 1985. Mosty Farø razem stanowią trzeci co do długości most w Danii, zostały zaprojektowane przez Erika Villefrance’a.

## Lavbroen
Most belkowy Lavbroen prowadzi z Zelandii do Farø, skąd można dojechać do Bogø i Møn. Liczy 1596 metrów długości, rozpiętość przęsła głównego to 40 metrów.

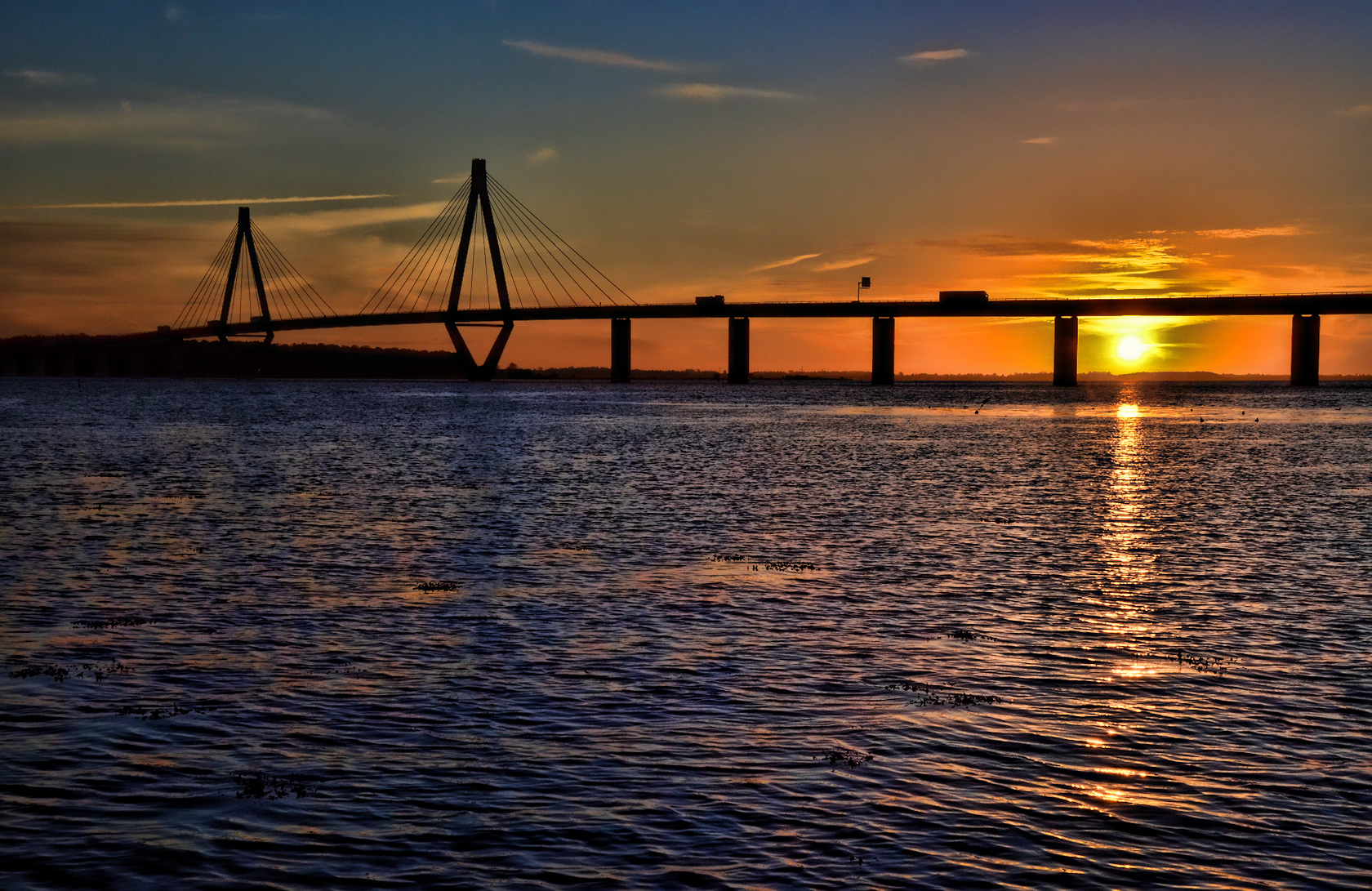
Højbroen - Most południowy

## Højbroen
Most południowy Højbroen przecina cieśninę Storstrømmen między Farø a Falster. Jest to most wantowy o długości 1726 metrów, rozpiętość przęsła głównego to 290 metrów. Konstrukcja mostu opiera się na pylonach typu A, o kształcie przypominającym diament. Højbroen był jednym z pierwszych tego typu mostów w Skandynawii, zaraz po moście Strömsund.